# مرتضی رضایی
مرتضی رضایی سرتیپ سپاه پاسداران انقلاب اسلامی است، که از ۱۳۵۹ تا ۱۳۶۰ به‌عنوان سومین فرمانده کل سپاه پاسداران فعالیت می‌کرد. وی فعالیت در سپاه پاسداران انقلاب اسلامی را از سال ۱۳۵۷ آغاز کرد.
رضایی از ۱۳۶۲ تا ۱۳۶۳ فرمانده قرارگاه رمضان بود، در فاصله سالهای ۱۳۷۲ تا ۱۳۸۵ ریاست سازمان حفاظت اطلاعات سپاه پاسداران را برعهده داشت و از ۱۳۸۵ تا ۱۳۸۷ نیز جانشین فرمانده کل سپاه پاسداران بود. وی در فاصله سالهای ۱۳۸۶ تا ۱۳۹۲ به‌عنوان رئیس هیئت مدیره بنیاد تعاون سپاه پاسداران فعالیت می‌کرد.

## فرماندهی کل سپاه پاسداران
مرتضی رضایی پس از استعفای عباس آقازمانی (ملقب به ابوشریف) طی حکمی از سوی ابوالحسن بنی صدر (رئیس‌جمهور و فرمانده وقت کل قوا) و با تأیید سید روح‌الله خمینی در تیرماه ۱۳۵۹ به عنوان سومین فرمانده کل سپاه پاسداران انقلاب اسلامی معرفی شد.
دورهٔ فرماندهی وی که از تیرماه ۱۳۵۹ آغاز شده بود، حدودِ یک سال و دو ماه (قریب به ۱۴ ماه)، طول کشید و در شهریور ماه ۱۳۶۰ با انتصاب محسن رضایی به عنوان فرمانده کل سپاه پاسداران انقلاب اسلامی، پایان یافت.

## فرمانده حفاظت اطلاعات سپاه پاسداران
رضایی در ۱۶ اسفند ۱۳۷۲ طی حکمی از سوی سید علی خامنه‌ای، به عنوان رئیس سازمان حفاظت اطلاعات سپاه پاسداران منصوب شد و تا سال ۱۳۸۵ برای مدت بیش از ۱۳ سال در این جایگاه فعالیت کرد.

## جانشین فرمانده کل سپاه پاسداران
آخرین باری که نام مرتضی رضایی در رسانه‌ها شنیده شد، در سال ۱۳۸۵ و در جریان حکم جانشین فرمانده کل سپاه پاسداران انقلاب اسلامی از سوی سید علی خامنه ای بود. وی به‌مدت ۲ سال عهده‌دار این سمت بود.

## ماجرای قتل و حذف فیزیکی
در سال ۱۳۹۳، خبری مبنی بر ترور «محمدرضا حاجیان نژاد» از فرماندهان سابق یگان ویژه هجرت، منتشر شد. یگان ویژه هجرت، بخشی از سپاه پاسداران است که در عملیات‌های مرزی در سیستان و بلوچستان فعالیت می‌کند. رسانه‌های نزدیک به سپاه، به گونه‌ای نامعمول، به این خبر نپرداختند. 
محمدرضا حاجیان نژاد یا «حاج رضا حاجیان» پیش از آن که در خرداد ۹۳ در مقابل در منزلش با چند گلوله کشته شود، با انتشار کتاب و یک فایل تصویری مدعی شده بود که پس از خروجش از سپاه وارد فعالیت اقتصادی شده است، و «شرکت سرمایه‌گذاری تلاشگران فلق» که متعلق به مرتضی رضایی است و توسط برادر زن و پسر وی اداره می‌شود، از اموال‌ او بوده است که در یک معامله، آن را غصب کرده‌اند.
او در کتابی که به عنوان «فریاد عدالت یک سرمچار» منتشر کرده است، اتهامات گسترده‌ای از قبیل قاچاق، حذف فیزیکی، خرید و فروش غیرقانونی ارز و دخالت در انتخابات را متوجه مرتضی رضایی، طائب، حسن محقق و دیگر سرداران و مقامات سپاه کرده است. وی در آن کتاب مدعی شده است که مرتضی رضایی دست راست خامنه‌ای و از معتمدان پسر وی مجتبی است و اقدامات خود را با پشتوانه حمایت آن‌ها انجام می‌دهد.  گرچه در آن کتاب سندی برای اثبات این اتهامات منتشر نشده است، ولی مرگ او در سال ۱۳۹۳ ابهامات در اطراف نام «مرتضی رضایی» را بیش از پیش مطرح ساخت.